# Carrias
Carrias ist ein nordspanischer Ort und eine Landgemeinde (municipio) mit nur noch 24 Einwohnern (Stand: 2024) in der Provinz Burgos in der Autonomen Gemeinschaft Kastilien-León. Die Gemeinde gehört zur bevölkerungsarmen Serranía Celtibérica.

## Lage und Klima
Der Ort Carrias liegt im Norden der Region La Bureba in etwa 845 m Höhe. Die Provinzhauptstadt Burgos befindet sich gut 50 km (Fahrtstrecke) südwestlich; Briviesca, der Hauptort der Region, befindet sich ca. 10 km südlich. Das Klima im Winter ist rau, im Sommer dagegen gemäßigt und warm; der für spanische Verhältnisse reichliche Regen (ca. 660 mm/Jahr) fällt überwiegend im Winterhalbjahr.

## Bevölkerungsentwicklung
| Jahr      | 1857 | 1900 | 1950 | 2000 | 2017 |
| Einwohner | 309  | 220  | 172  | 50   | 25   |

Die Mechanisierung der Landwirtschaft und die Stilllegung kleinerer Bauernhöfe haben seit der Mitte des 20. Jahrhunderts zu einem Verlust von Arbeitsplätzen und somit zu einer Abwanderung von Menschen in die größeren Städte geführt (Landflucht). Der Ort ist nahezu verlassen (despoblado).

## Wirtschaft
Die Einwohner der Gemeinde lebten jahrhundertelang im Wesentlichen als Selbstversorger von der Landwirtschaft (Ackerbau, Weinbau und Kleinviehhaltung); erst seit der Mitte des 20. Jahrhunderts wird auch für den überregionalen Markt produziert. Der Tourismus in Form der Vermietung von Ferienwohnungen (casas rurales) spielt seit den 1960er Jahren ebenfalls eine gewisse Rolle für die Einnahmen der Gemeinde.

## Geschichte
Die Landschaft der Bureba war schon den Menschen der Steinzeit und der Antike als viel genutzter Verbindungsweg bekannt; Kelten vom Stamm der Autrigonen siedelten hier und die Römer nannten ihre spätere Ansiedlung beim heutigen Ort Monasterio de Rodilla Tritium Autrigonum. Im 8. und frühen 9. Jahrhundert befand sich die Gegend unter islamischem Einfluss, doch wurde das Gebiet wegen des ungewohnt rauen und regnerischen Klimas von den Berbern weder dauerhaft besiedelt noch verteidigt. Ende des 9. Jahrhunderts erhielt der kastilische Graf Diego Rodríguez Porcelos von König Alfons III. von Asturien den Auftrag zur Wiederbesiedlung (repoblación) des entvölkerten Gebietes. Der Ortsname ist erstmals in einer Urkunde des Klosters San Millán de la Cogolla aus dem Jahr 1007 erwähnt.

## Sehenswürdigkeiten
- Viele Gebäude des Ortes sind in Teilen aus Fachwerk und Lehm erbaut.
- Die im 16. Jahrhundert erbaute Iglesia de San Saturnino befindet sich in einem äußerst schlechten baulichen Zustand. Die meisten Gewölbesegmente sind eingestürzt, andere zeigen noch ihre Sternformen. Alle Altarretabel (retablos) wurden ins Museo del Retablo in Burgos verbracht.
- Gleiches gilt für die benachbarte romanische Ermita de Santa María del Campo.
- In den 1960er Jahren entstand im Tal nahe beim Flüsschen Quintanilleja eine moderne Kirche.[7]